# DE Большого Пса
DE Большого Пса (лат. DE Canis Majoris) — двойная затменная переменная звезда типа Алголя (EA) в созвездии Большого Пса на расстоянии приблизительно 2196 световых лет (около 673 парсеков) от Солнца. Видимая звёздная величина звезды — от +13,2m до +12,3m. Орбитальный период — около 0,696 суток (16,703 часов).